# Taberna romana

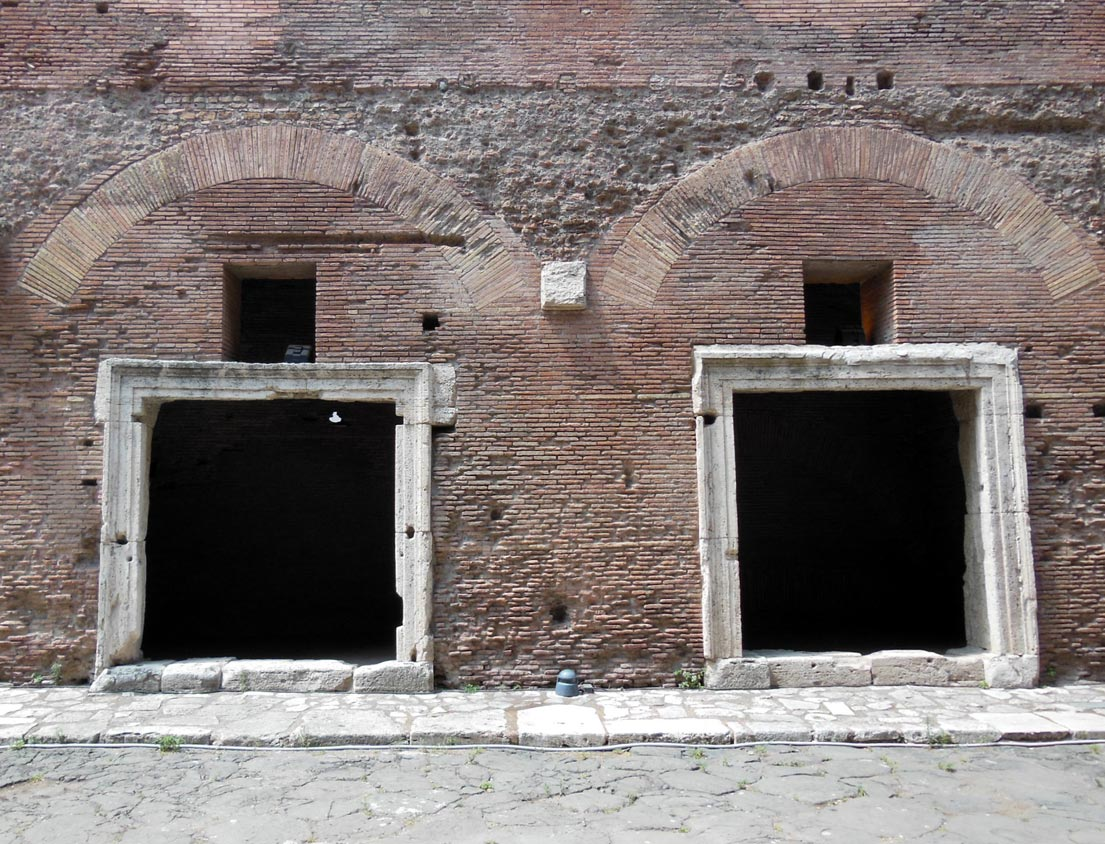
Entradas de tabernae en el Mercado de Trajano, Roma.

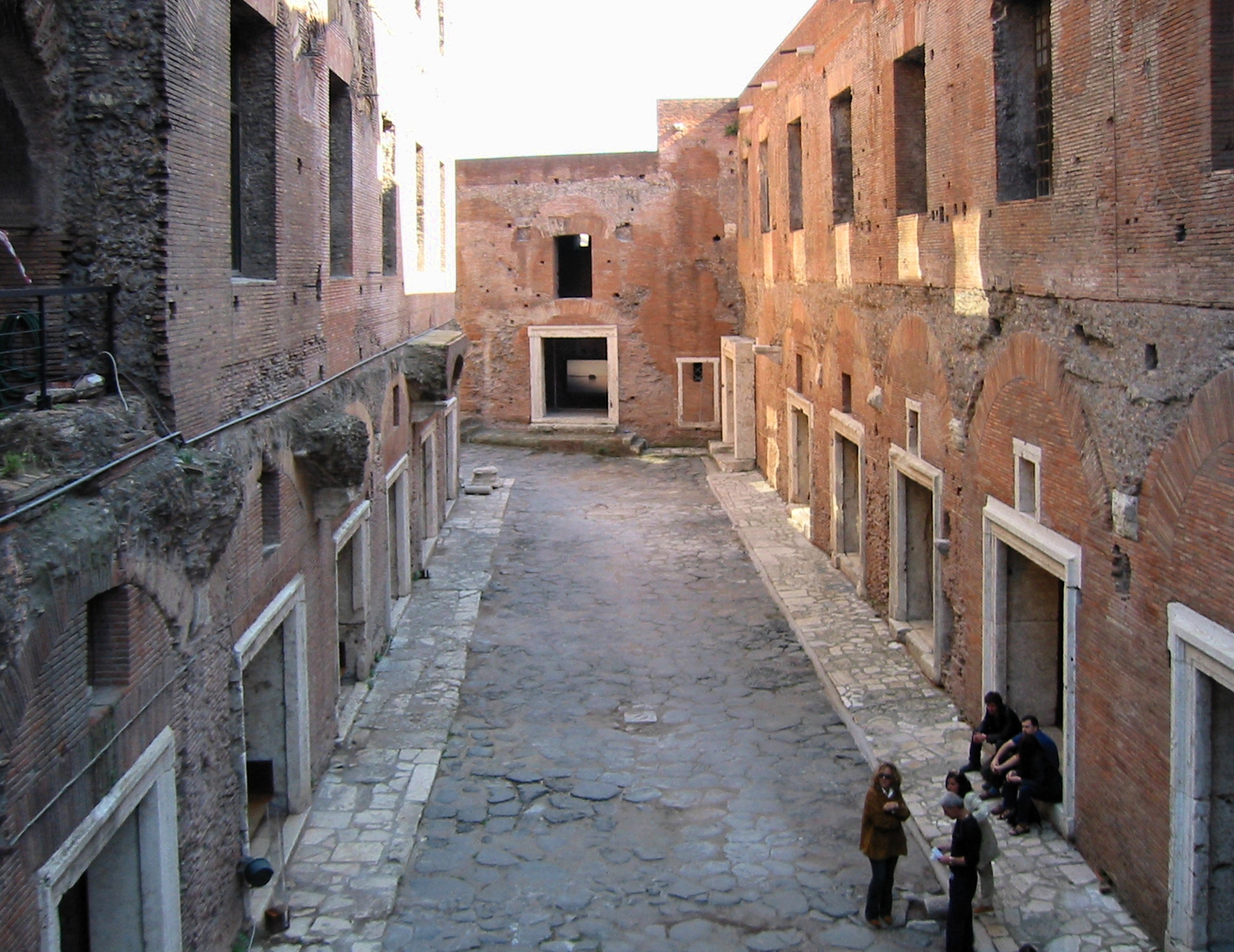
Tabernae en la via Biberatica del Mercado de Trajano.

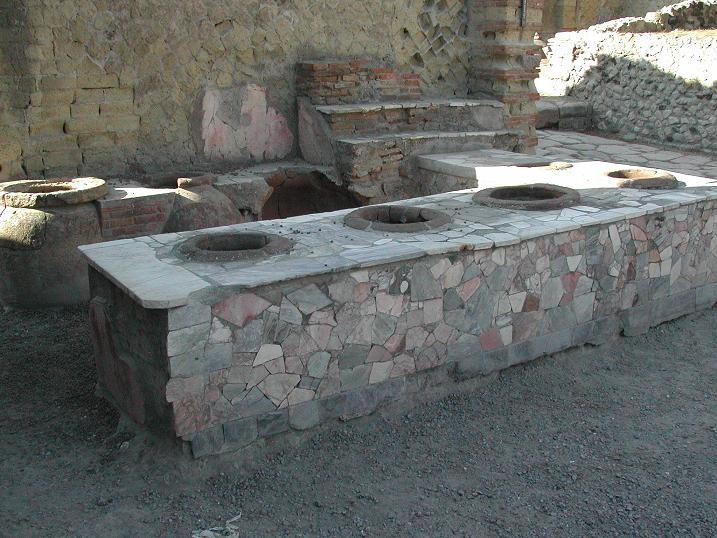
La Grande Taberna de Herculano.

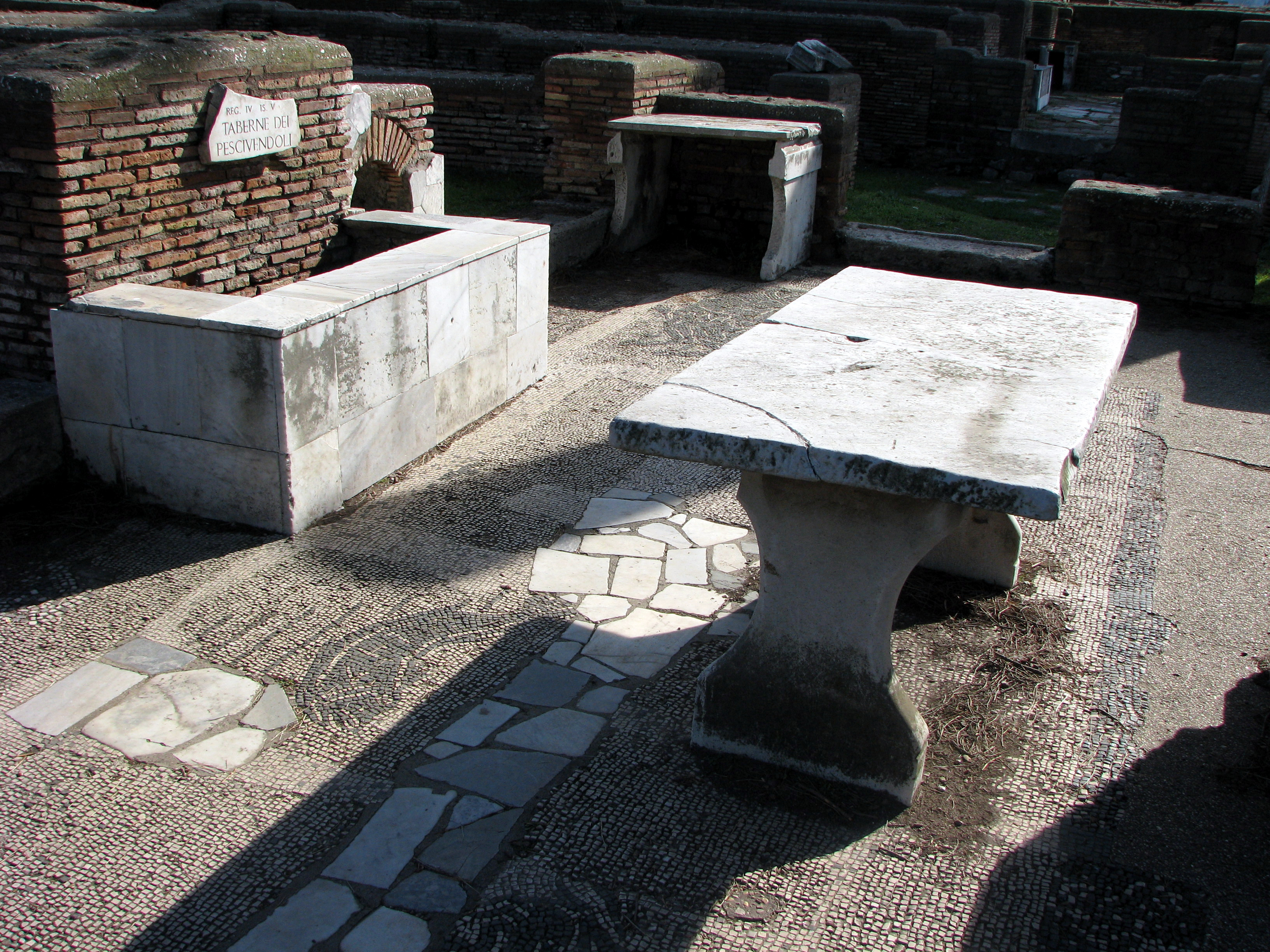
Taberna de pescado en Ostia Antica.

En la Antigua Roma, la palabra taberna (plural: tabernae) tenía varias acepciones.
Originalmente, designaba una choza o cabaña que posteriormente se dedicaría a depósito y que pasarían a ser genéricamente tiendas. Estas tabernae se situaban generalmente en los bajos de las insulae, abiertas a las vías principales de las ciudades. Los locales, individuales, con gran portada, solían estar cubiertos con bóveda de cañón y disponían una ventana encima de ella para que entrara la luz a una buhardilla de madera que servía de almacenamiento. Se puede apreciar este modelo en los grandes mercados romanos, como en el famoso de Trajano en Roma, construido entre los años 107 y 110 por Apolodoro de Damasco. En este mercado, las 150 tiendas o tabernae estaban distribuidas entre sus cinco pisos.
De acuerdo con la Cambridge Ancient History, una taberna era una «unidad minorista», en el Imperio romano donde tenían lugar muchas actividades económicas y de servicios incluyendo el comercio y venta de fruta, pan, vino, aceite, pescado, carne, especias (pipera), etc. o talleres de artesanos. Se habla de tabernae vinariae a los establecimientos especializados en el consumo de vino y comida y de taberna argentaria al establecimiento dedicado a la banca.
Este tipo de comercio, probablemente apareció por primera vez en la Antigua Grecia en los lugares que fueron importantes para las actividades económicas en torno a finales de los siglos V y IV a. C. Con la expansión del Imperio Romano en el Mediterráneo, se incrementó el número de tabernae, haciéndolas importantes en la economía urbana de las ciudades o colonias romanas como en Pompeya, Ostia, Corinto, Delos, Cartagena o Narbona. Muchas de estas ciudades fueron importantes puertos desde donde se importaban también, bienes exóticos y de lujo.

## Estaciones o posadas
Era una parada en una calzada romana donde descansar o pasar la noche, para viajeros algo más pudientes que requerían algo más refinado que las cauponae. En los primeros tiempos de las calzadas, las casas situadas cerca de alguna calzada eran obligadas por ley a ofrecer hospitalidad al que lo requiriera. No hay duda de que las casas más frecuentadas se convirtieron muy pronto en las primeras tabernae, las cuales eran más parecidas a «hostales» que a las «tabernas» como las concebimos actualmente.
Como Roma crecía, sus tabernae se volvieron más lujosas, adquiriendo buena o mala fama según sus servicios. Uno de los mejores hoteles fue la Taberna Caedicia en la Vía Apia. Muchas ciudades crecieron a lo largo del tiempo alrededor de un complejo de tabernas, como es el caso de Tawer en Renania, Alemania, Tafers en Suiza y Saverne en Alsacia, Francia, cuyos nombres se derivan asimismo de la palabra taberna.

## Otros tipos de estaciones a lo largo de las calzadas romanas
- Mansio
- Caupona
- Mutatio